# Джон Конрадс
Джон Конрадс (англ. John Konrads, 21 травня 1942 — 25 квітня 2021) — австралійський плавець.
Олімпійський чемпіон 1960 року, учасник 1956, 1964 років.